# The Great Grape Ape Show
The Great Grape Ape Show é uma série de desenho animado estadunidense que foi produzida pela Hanna-Barbera Productions e exibida pela ABC em 6 de setembro e 13 de dezembro de 1975. Passava junto com o show de Tom e Jerry.

## Sinopse
A série conta a história sobre um gorila descomunal (Grape Ape, no original) e um cachorro de raça Beagle chamado Espirro (Beegle Beagle, no original), onde vivem as maiores aventuras juntos.

## Personagens
- João Grandão: Um gorila roxo gigantesco - 12 metros de altura - e seu melhor amigo é Espirro, juntos eles vivem grandes aventuras por todos os lugares em que viajam no seu veículo próprio. Espirro é quem dirige o carro que, aparentemente, foi adaptado ao João Grandão, pois suporta o imenso peso deste.

- Espirro: Um cachorro da raça Beagle amarelo, ele é o melhor amigo de João Grandão. Espirro usa um chapéu e seria o cérebro da dupla: as grandes idéias que os livram das enrascadas vêm dele.

## Dublagem

### Versão Americana
- João Grandão: Bob Holt
- Espirro: Marty Ingels

#### Versão Brasileira
- João Grandão: Mário Jorge Montini
- Espirro: Nelson Batista